# Das gelbe Haus am Pinnasberg
Das gelbe Haus im Pinnasberg ist ein deutscher erotischer Film des v. a. durch Edgar-Wallace-Filme bekannten Alfred Vohrer aus dem Jahr 1970 und ein typischer Vertreter dieses Genres. Vorlage war der gleichnamige Roman von Bengta Bischoff, die als Erzählerin selbst durch den Film führt. Im Ausland wurde der Film unter dem Verleihtitel The Sex Nest vertrieben.

## Handlung
Das sogenannte gelbe Haus am Pinnasberg ist ein Hamburger Bordell für Frauen, das autoritär von „General“ Werner Zibell, unterstützt von seinem emsigen Portier Majordomus (genannt Paganini), geleitet wird. Nach dem Tod eines seiner Mitarbeiter engagiert er den Soziologiestudenten Stefan Bornemann, der hier unter dem Namen Columbus empirische Studien über das Verhalten von Frauen durchführen will.
Verschiedenste erotische Vorlieben von Frauen werden in den unterschiedlichen Kapiteln des Films, in die jeweils eine Erzählerin einführt, vorgestellt.
Schließlich verquicken sich Geschäftliches und Privates. Zibells Schwägerin Emmy heiratet einen der Angestellten des gelben Hauses; Stefan verliebt sich in Luise Zibell, die Tochter des Bordellinhabers. Dessen Zorn wird schließlich von seiner Ehefrau Clarissa, die dem Treiben im gelben Haus ablehnend gegenübersteht, besänftigt. Diese kann ihn schließlich überreden, Stefan als Schwiegersohn zu akzeptieren und das gelbe Haus zu verkaufen. Da es wegen des gutgehenden Geschäftes genug Interessenten gibt, ist der Verkauf kein Problem. Dies geschieht gerade noch rechtzeitig, denn die Arbeiten an einem U-Bahn-Tunnel führen kurz darauf zum Zusammenbruch des Hauses.

## Produktionsnotizen
Der Film wurde vom 17. November bis zum 19. Dezember 1969 im Studio Bendestorf und dessen Umgebung gedreht. Die Uraufführung erfolgte am 27. Februar 1970 in Hannover (Regina-Lichtspiele), Stuttgart (Kammer) und Wiesbaden (Walhalla).

## Kritiken
- Lexikon des internationalen Films: „Eine plumpe Komödie, die sich durch ihren satirischen Tonfall zwar vom üblichen Sexfilm-Ramsch abgrenzen will, aber letztlich doch in den Niederungen des Genres endet.“[2]
- Evangelischer Film-Beobachter: „Versuch eines witzigen, ironischen und parodistischen Sexfilms um ein Bordell ‚mit umgekehrtem Vorzeichen‘, der stellenweise gelingt, auf die Länge jedoch sich den üblichen Filmen des Genres anpasst und langweilt.“[3]